# Lomatium dissectum
Lomatium dissectum är en flockblommig växtart som först beskrevs av Thomas Nuttall, John Torrey och Asa Gray, och fick sitt nu gällande namn av Mildred Esther Mathias och Lincoln Constance. Lomatium dissectum ingår i släktet Lomatium och familjen flockblommiga växter. Inga underarter finns listade i Catalogue of Life.

## Bildgalleri

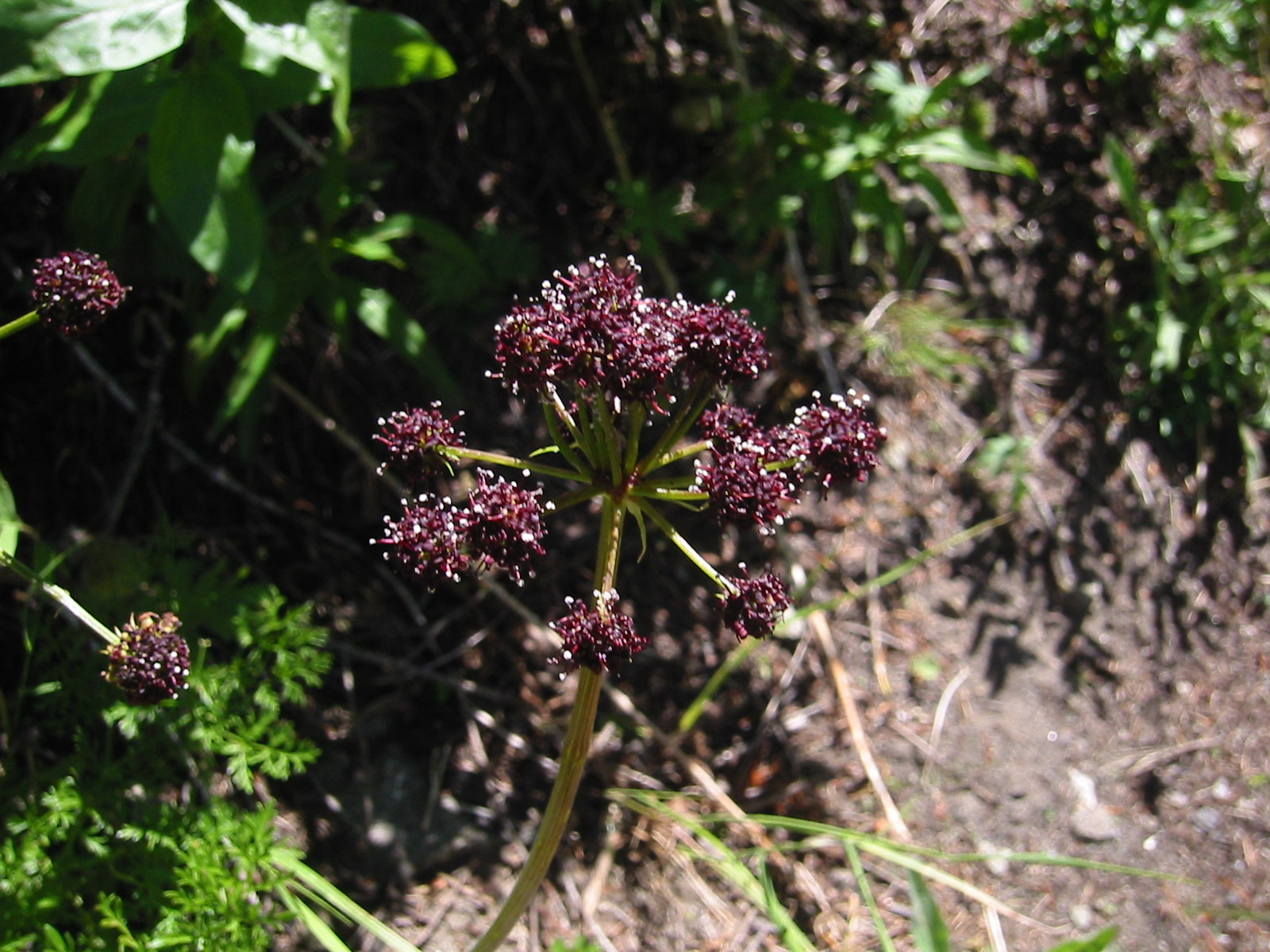
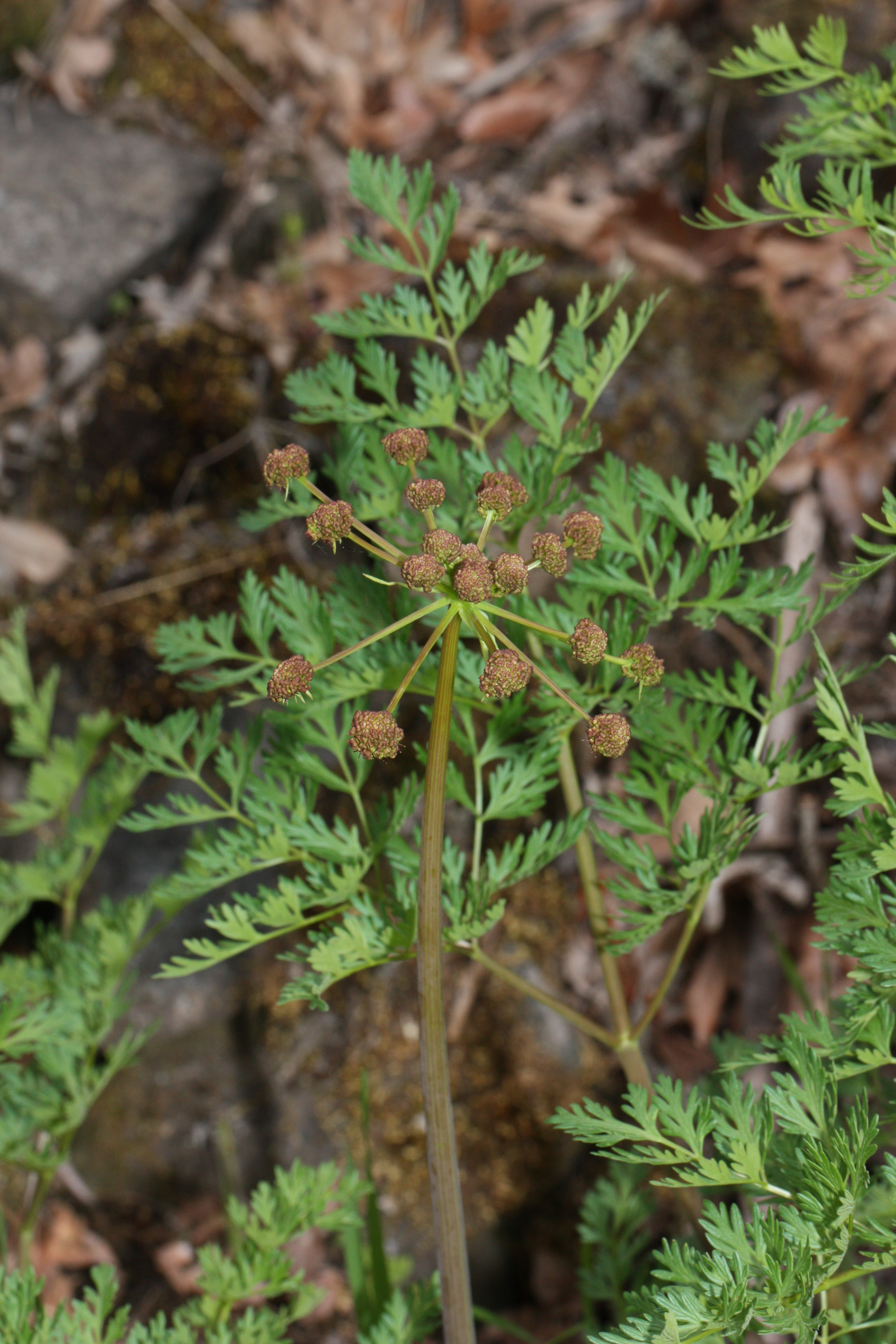
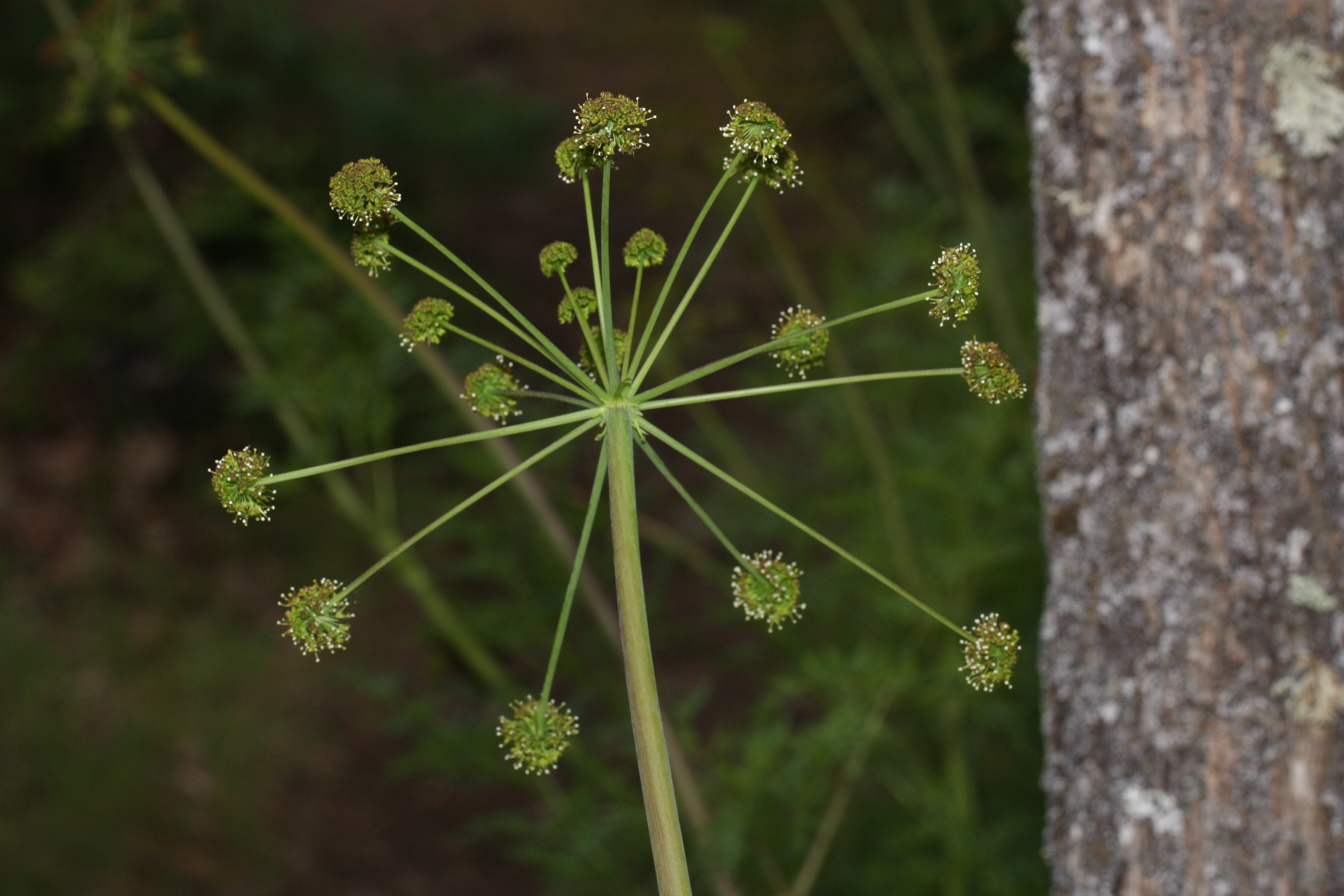
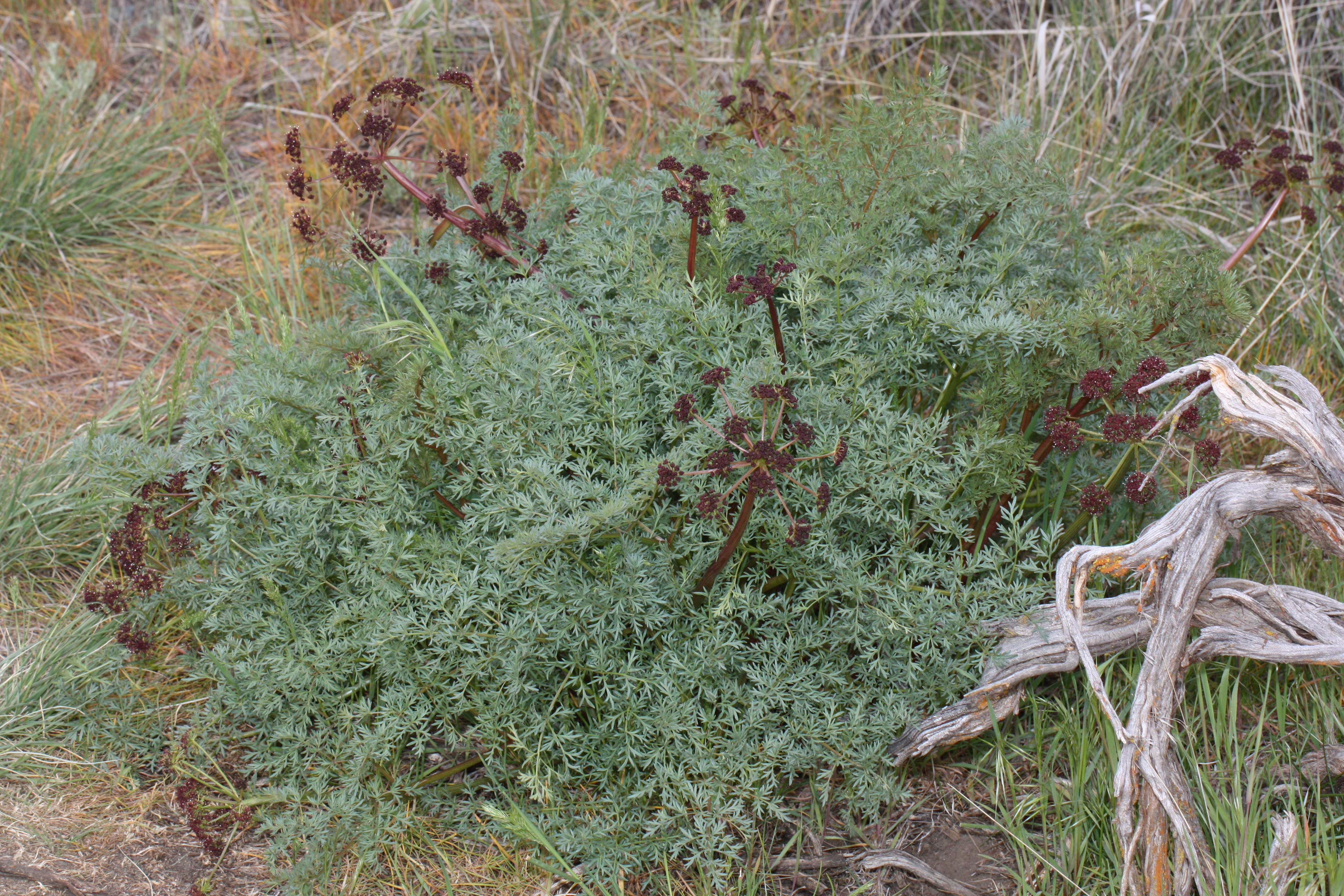
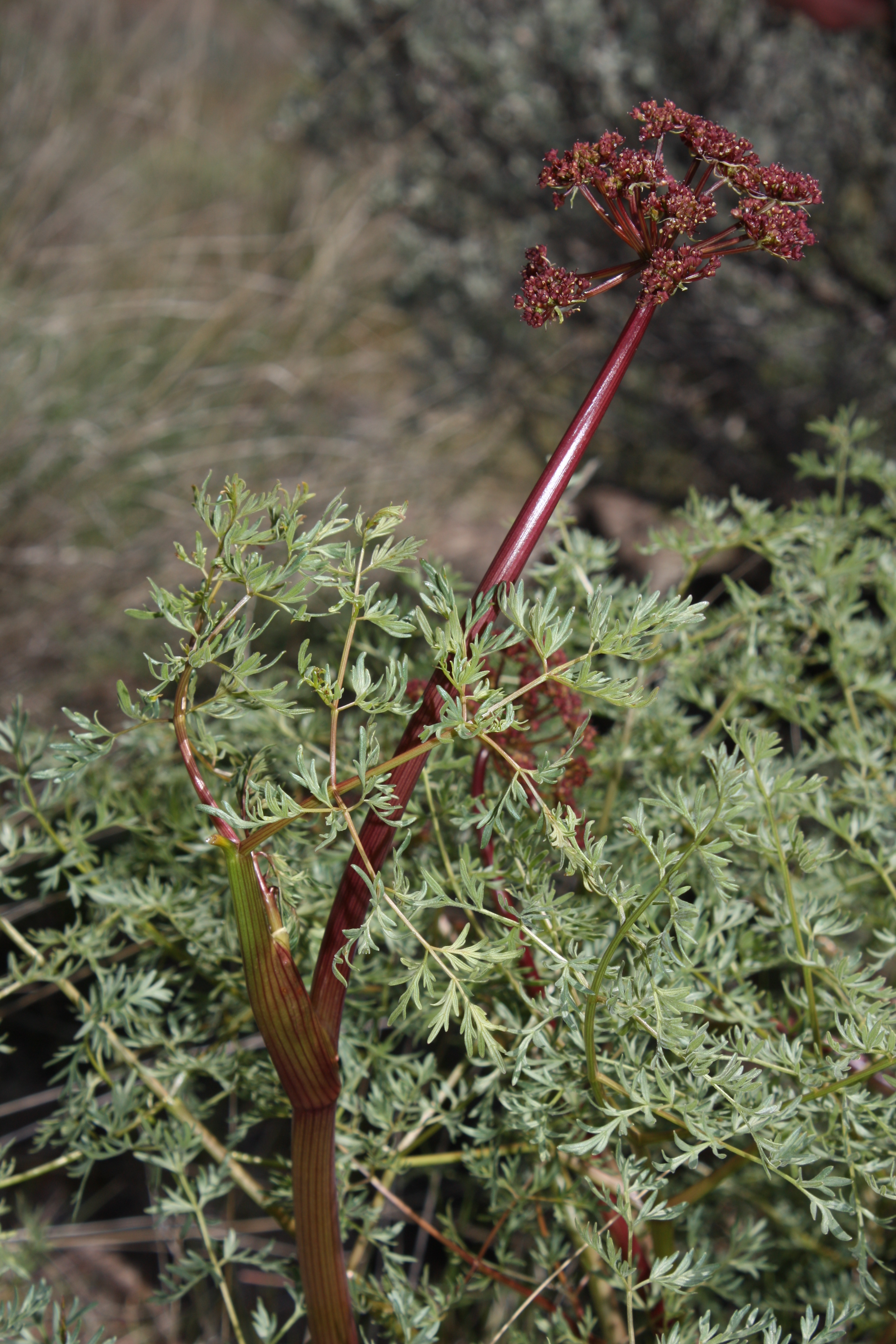
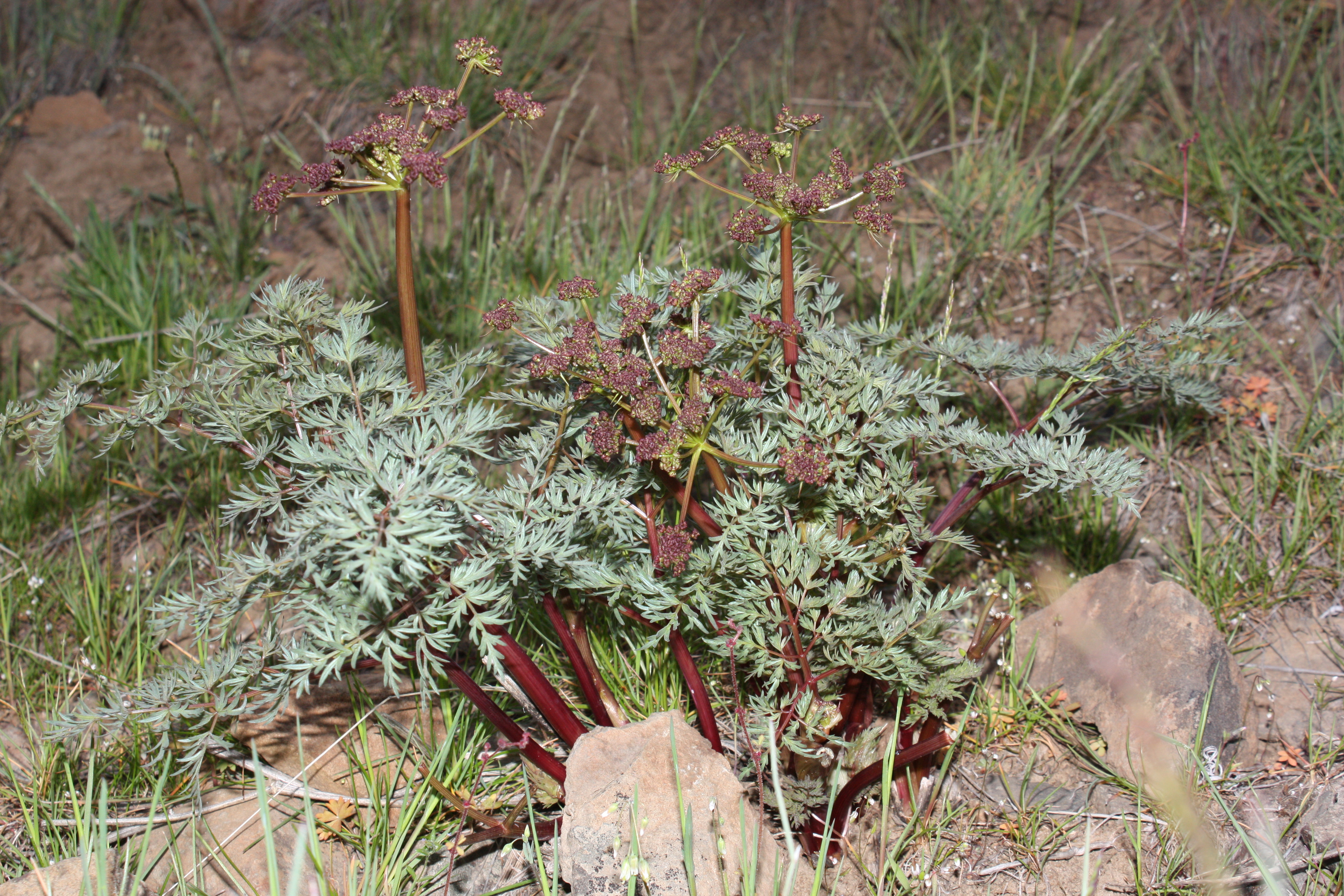